# Hylopezus whittakeri
El tororoí de Alta Floresta (Hylopezus whittakeri) es una especie de ave paseriforme de la familia Grallariidae perteneciente al género Hylopezus. Es endémico de la cuenca del Amazonas en Brasil.

## Distribución y hábitat
Habita una región restringida al interfluvio entre los ríos Madeira y Xingú en el centro sur de la Amazonia brasileña, en el oeste de Pará, sureste de Amazonas, noroeste de Mato Grosso y  norte de Rondônia.
Esta especie habita en selvas húmedas de tierras bajas, aparentemente con más frecuencia en áreas pantanosas en terra firme, generalmente alrededor de claros de árboles caídos. También se encuentra en bosques de transición más secos en el límite sur de su rango en el norte de Mato Grosso. A pesar de no muy bien estudiada, parece mostrar una afinidad con claros de árboles caídos y áreas riparias, y raramente se aventura en áreas más perturbadas.

## Sistemática

### Descripción original
La especie H. whittakeri fue descubierta y descrita por los ornitólogos brasileños Lincoln Silva Carneiro, Luiz Pedreira Gonzaga, Péricles S. Rêgo, Iracilda Sampaio, Horacio Schneider y Alexandre Aleixo en 2012 bajo el mismo nombre científico. La localidad tipo es Belterra, Floresta Nacional do Tapajós, base Sucupira, km 117 de la ruta BR-163, estado de Pará, Brasil (03°21′22′′S, 54°56′57′′W). El holotipo, un macho adulto recolectado el 23 de julio de 2002, se encuentra depositado en el Museo Paraense Emílio Goeldi en Belém, Pará, bajo el número MPEG 56099.

### Etimología
El nombre genérico masculino «Hylopezus» se compone de las palabras del griego «ὑλη hulē» que significa ‘bosque’ y «πεζος pezos» que significa  ‘caminada’; y el nombre de la especie whittakeri conmemora al ornitólogo Andrew Whittaker.

### Taxonomía
Una revisión sistemática con base en la morfometría, el plumaje, las vocalizaciones y las características moleculares del complejo tororoí moteado Hylopezus macularius, encontró  que consistía de cuatro taxones diagnosticables; la presente especie, vocal y genéticamente diferente y el muy similar tororoí de Snethlage Hylopezus paraensis fueron propuestos al rango de especies plenas.
La nueva especie descrita, monotípica, fue reconocida por el Comité de Clasificación de Sudamérica (SACC) en la Propuesta N° 622 en mayo de 2014 y ya es listada por principales clasificaciones.